# Hiyo
La Hiyo (飛鷹?, Hiyō, "Falco volante") fu una portaerei della classe omonima della Marina imperiale giapponese che combatté durante la seconda guerra mondiale. Fu varata come veloce e lussuosa nave passeggeri con il nome di Idzumo Maru dalla Nippon Yusen Kaisha (la Compagnia delle navi a vapore delle Poste giapponesi dell'epoca), ma fu acquistata dal governo assieme alla nave gemella nel 1940 e convertita in portaerei. La gemella divenne la portaerei Junyo, la Idzumo Maru prese invece proprio il nome di Hiyo. Il ponte di volo fu costruito a tribordo e il fumaiolo fu fortemente inclinato verso l'esterno per migliorare la visibilità sul ponte di volo stesso.

## Servizio
La Hiyo combatté nella guerra del Pacifico, iniziando la guerra con una dotazione di dodici caccia Mitsubishi A6M Zero, diciotto bombardieri in picchiata Aichi D3A "Val" e aerosiluranti Nakajima B5N "Kate". Nel novembre del 1942, fu danneggiata due volte dai raid aerei americani a Truk, poi nell'aprile 1943 fu danneggiata gravemente ancora a Truk. Il 10 giugno dello stesso anno, fu colpita da un numero variabile tra due e quattro di siluri provenienti dal sottomarino statunitense USS Trigger. Fu quindi scortata a Yokosuka dal cacciatorpediniere Iusuku per essere riparata. Nel dicembre 1943 trasportò aerei a Singapore, Saipan e Truk. Nel corso della battaglia del mare delle Filippine infine, la Hiyo venne attaccata (il 21 giugno 1944) da quattro TBF Avenger provenienti dalla USS Belleau Wood. Colpita da due siluri, si incendiò e, a causa di successive esplosioni, affondò alle coordinate 15°30′N 133°50′E. Durante la catastrofe, 1 200 uomini furono messi in salvo grazie ad alcuni cacciatorpediniere nei paraggi, ma 247 uomini (tra cui anche alcuni ufficiali) sono morti a bordo della nave.

## Comandanti
- Ufficiale capo durante l'equipaggiamento - comandante Akitomo Beppu - 15 novembre 1941 - 31 luglio 1942
- comandante Akitomo Beppu - 31 luglio 1942 - 30 novembre 1942
- comandante Michio Sumikawa - 30 novembre 1942 - 1º settembre 1943
- comandante Izumi Furukawa - 1º settembre 1943 - 15 febbraio 1944
- comandante Toshiyuki Yokoi - 16 febbraio 1944 - 20 giugno 1944